# Tweekleurig elfenbankje
Het tweekleurig elfenbankje (Vitreoporus dichrous) is een schimmels uit de familie Irpicaceae. Het leeft saprofiet en komt voor op stammen en stronken van berken in loofbossen, vooral in de duinen. Zeer zelden komt de soort voor op naaldhout. De soort is oneetbaar.

## Kenmerken

### Uiterlijke kenmerken
Vruchtlichamen
Het eenjarige vruchtlichamen zijn korstvormig of waaiervormig. Ze zijn onderling verbonden en groeien meestal dakspansgewijs. De vruchtlichamen zijn zacht als ze nat zijn en hard als ze droog zijn. De hoedjes zijn 1 tot 3 cm breed en 0,5 tot 2 cm dik. De kleur is wit tot grauw okerkleurig met een scherpe witte rand. Vaak is er een groene aanslag vanwege algen. Het bovenoppervlak van de hoeden van jonge vruchtlichamen is fluweelachtig behaard (viltig) en wordt later glad of borstelig.
Buisjes
Bij jonge exemplaren zijn de buisjes rood, later worden deze roodpaars tot violetzwart en ten slotte bij oude exemplaren bruin. De buisjes hebben een lengte van 0,5 tot 1 mm en zijn witachtig aan de randen. De poriën zijn rond of hoekig. Er zijn 4 tot 6 poriën per 1 mm. De rand van het onderoppervlak is steriel, zuiver wit.

### Microscopische kenmerken
Het tweekleurig elfenbankje heeft een monomitisch hyfensysteem. Er zijn generatieve hyfen met gespen zijn aanwezig, dikwandig en groot, tot 6 µm breed, matig vertakt, sterk geagglomereerd in de buizen.
De sporen zijn worstvormig tot cilindrisch, hyaliene, dunwandig, glad en niet-amyloïde en meten 3,5–5,5 × 0,7–1,5 µm.

## Verspreiding
In Nederland komt de soort algemeen  tot zeldzaam  voor. Het komt voor in de maanden september t/m november.

## Foto's

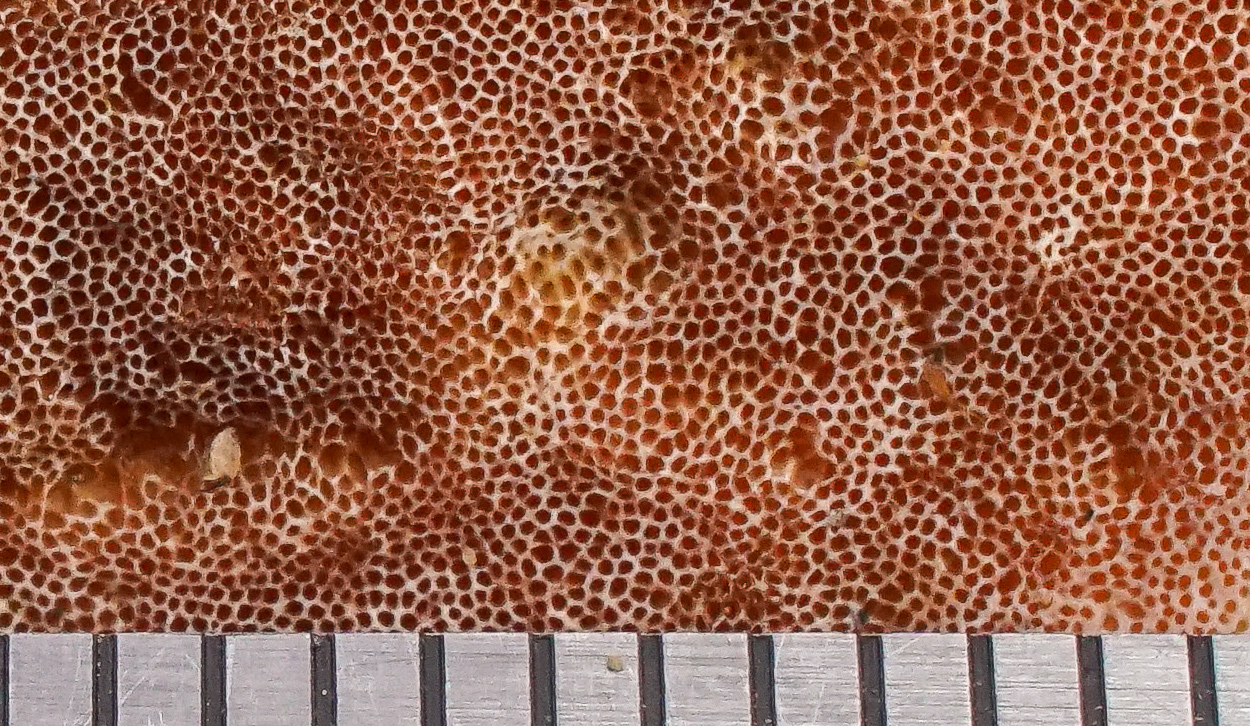
Poriën (streep is mm)
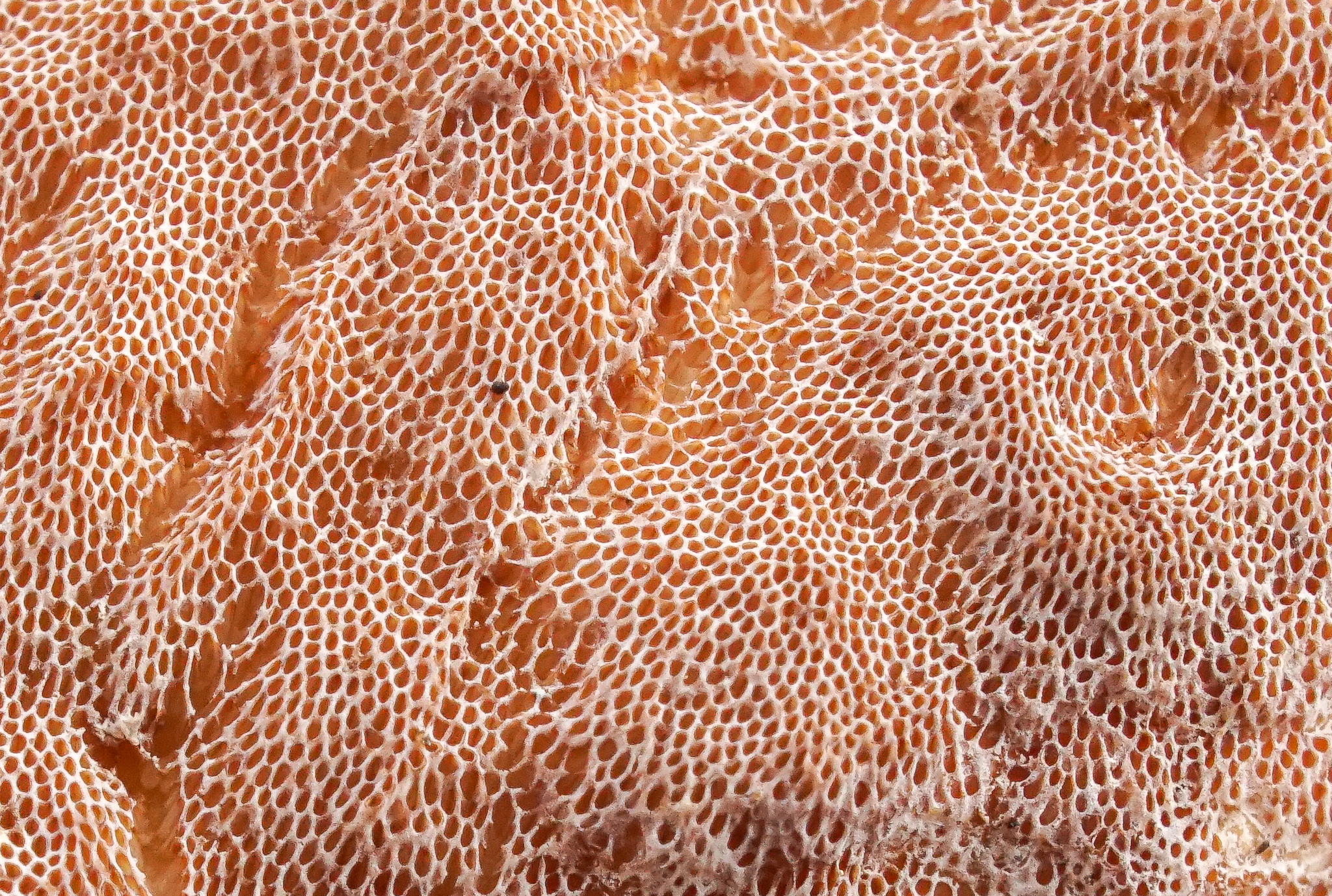
Poriën
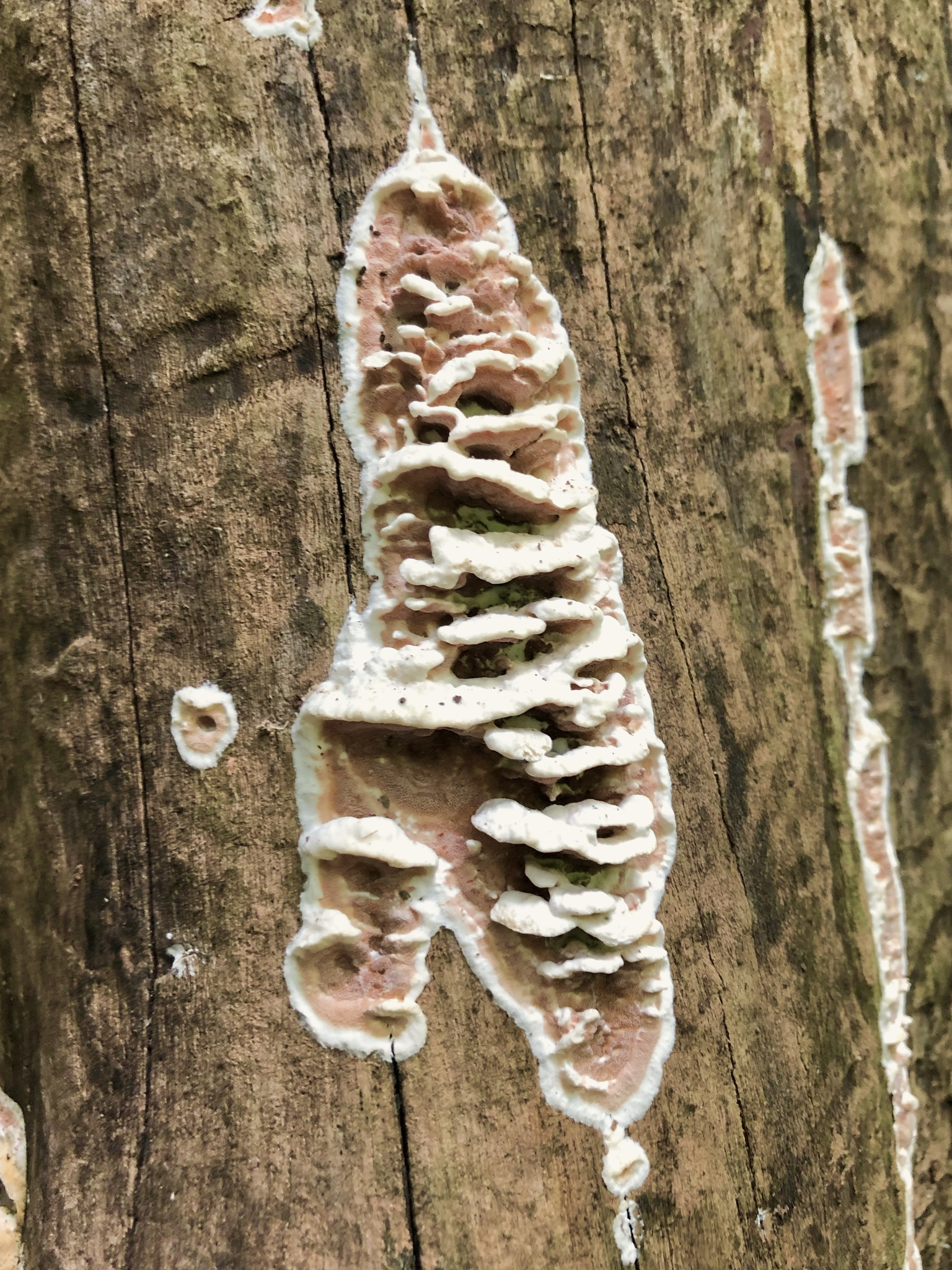
Dakpansgewijs
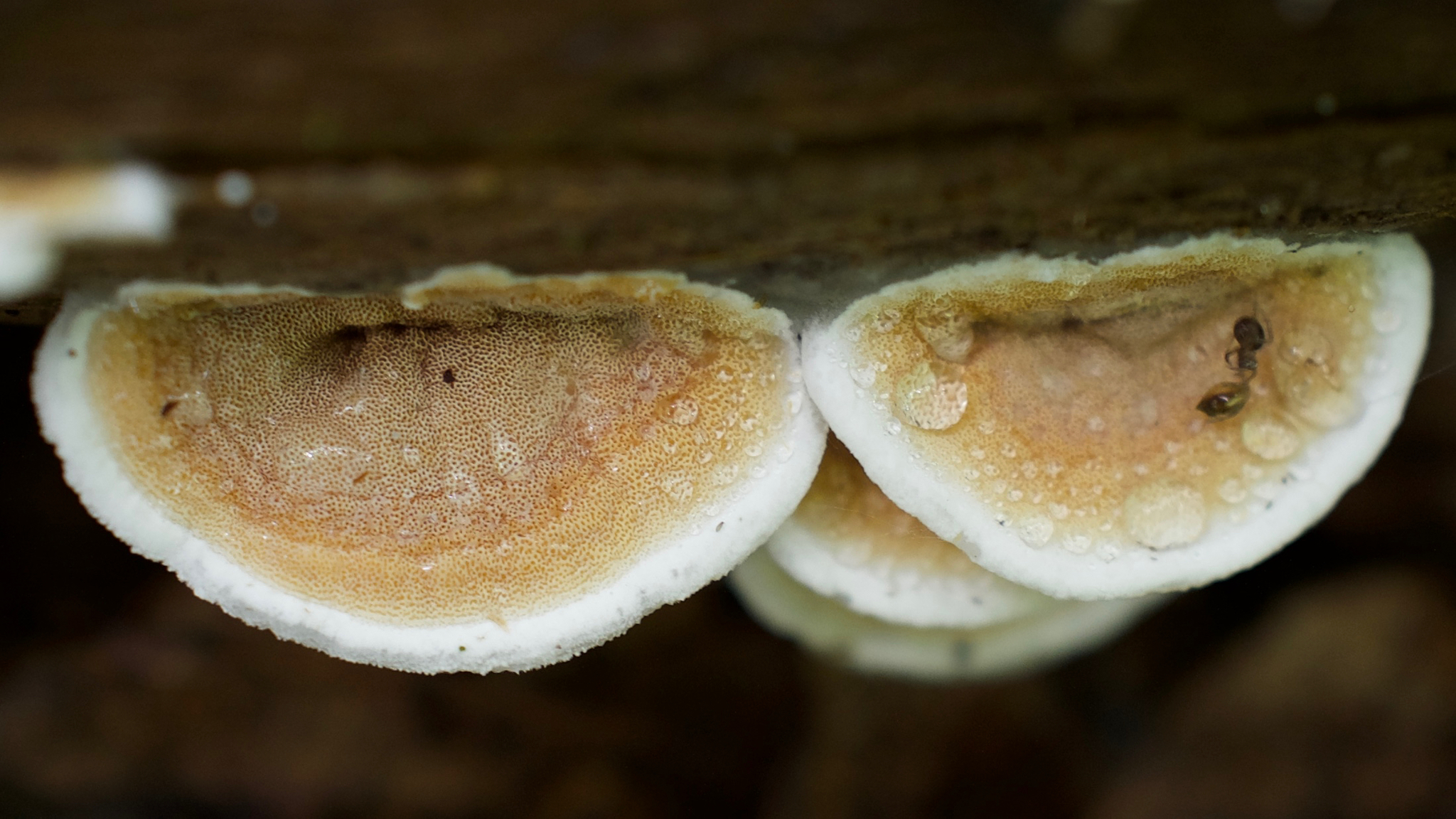
Onderling verbonden